# 金字塔戰役
金字塔戰役（法語：Bataille des Pyramides），1798年7月21日發生在埃及尼羅河附近的一次戰鬥，也是法國大革命戰爭的一部分，亦是遠征埃及戰役期間決定性的會戰。當時法國軍隊由拿破崙·波拿巴所率領，運用方陣，以少勝多，擊敗埃及人領導的馬木留克兵。這次戰役也是拿破崙生涯重大的勝利之一。

## 背景
第一次反法同盟戰爭告一段落後，法蘭西共和國的對手僅剩英國，然而跨海進攻英國無疑難若登天，相較之下征服埃及方案較為可行，不僅能切斷更能打擊英國在印度及遠東的貿易利益。此外督政府為了讓炙手可熱的軍事新星—拿破崙遠離巴黎政治核心，批准了遠征埃及的計畫，並讓他擔任遠征軍司令。
1798年5月埃及遠征軍艦隊從土倫港出發，遠征軍由3萬8千餘名士兵與100餘名學者組成，僅用兩天便征服馬爾他島，短暫休整後艦隊向東航行，驚險地與前來追擊的英國皇家海軍擦身而過，納爾遜在埃及外海搜尋法軍未果後，往北向東地中海沿岸航行，拿破崙的遠征艦隊在英國海軍離開數小時後抵達亞歷山大港外海。
為了盡快登陸，拿破崙派遣5千名步兵於夜間攻佔亞歷山大港，並向開羅進軍。埃及名義上隸屬於鄂圖曼帝國的一省，實際由當地的馬穆魯克軍閥所統治，總督穆拉德·贝伊聽聞法軍入侵，開始召集部隊前往開羅。為了快速進軍，拿破崙率領部隊橫越沙漠，然而他低估了氣候的酷熱，士兵疲憊不堪且口渴不已，數百人死於行軍，部分士兵絕望地開槍自盡，沿途更有不少貝都因騎兵前來騷擾。拿破崙的計畫遭到了一眾將校的非議，然而他並未就此改變計畫，行軍四天後來到達曼胡爾，得以取得水源與補給，期間聽聞穆拉德·贝伊率領的大軍從東南方向北上，雙方於尼羅河沿岸的舒卜拉希特(Shubra Khit)遭遇，並展開交戰，馬穆魯克騎兵無法突破法軍組成的方陣，損失近千人後撤退。馬穆魯克軍撤至恩巴貝(Embabeh)這個尼羅河畔與開羅隔河相望的小鎮，他們決定於此與法軍展開決戰。

## 戰鬥
1798年7月21日，拿破崙率軍抵達恩巴貝附近，總兵力約為2萬5千，分組成5個巨大的方陣，每個方陣由半旅團組成，方陣的中央為騎兵與輜重，而方陣的四個角落皆配有火炮。馬穆魯克總督穆拉德·贝伊選擇正面迎戰法軍，他的副手易卜拉欣·貝伊的部隊則置於尼羅河對岸。穆拉德的精銳騎兵共約6千名，從右翼的恩巴巴鎮至左翼的比克蒂爾村一字排開，恩巴巴鎮主要由鄂圖曼軍與少數民兵防守。
拿破崙的策略很簡單，透過步兵組成的五個巨型方陣向前壓迫，粉碎馬穆魯克的右翼，拿下恩巴貝村，並將敵軍驅趕至尼羅河畔。下午三時三十分，法軍右翼的德賽與雷尼爾各自率領一個方陣向前，行進過程中因破碎的地形而導致陣型開始散亂，穆拉德見機不可失，下令騎兵向法軍右翼衝鋒，德賽與雷尼爾及時下令隊伍維持方陣陣型，直到騎兵逼近才開火，馬穆魯克騎兵在法軍陣列的齊射下損失慘重，他們試圖重整陣型衝擊法軍，但最終仍潰不成軍，不少馬穆魯克騎兵直接逃離戰場。
拿破崙見敵軍左翼瀕臨崩潰，下令路易·邦的左翼向前推進，向恩巴貝村進攻，馬穆魯克再次向法軍發起衝鋒，但最終仍不敵法軍的方陣，法軍再一次擊退騎兵衝鋒後，開始湧入恩巴巴村，馬穆魯克軍潰不成軍向後逃竄，混亂中共有數百名馬穆魯克軍淹死在尼羅河，穆拉德·贝伊見大勢已去，率領殘部向吉薩以南方向逃去。尼羅河對岸的易卜拉欣·貝伊見到河對岸慘敗的景象，只能選擇退守開羅。
這場戰鬥僅歷時2個鐘頭，以法軍的壓倒性勝利作收。馬穆魯克軍騎兵損失超過5千，步兵損失近萬，法軍損失則不到300人。

## 戰後
拿破崙雖在戰報上將這場戰役命名為金字塔戰役，然而實際戰場位置在金字塔群南方9英哩的恩巴貝(Embabeh)。拿破崙於戰後三天進入開羅，雖然城市的部分區域已遭到馬穆魯克軍嚴重破壞。法軍上下均沉浸在勝利的喜悅，然而僅過八天，英國皇家海軍於尼羅河口海戰全殲法國艦隊的噩耗傳來，失去艦隊的補給，拿破崙的遠征軍形同受困埃及。
但拿破崙並未就此感到絕望，他派遣德賽持續向南追擊穆拉德·贝伊的部隊，並致力於改革埃及的行政，舊式的封建制被廢除，醫院、郵務與稅收系統相繼建立。埃及遠征隨行的學者們建立了埃及研究中心，為了爭取民心，拿破崙甚至資助當地整修清真寺，以至於謠傳拿破崙已皈依伊斯蘭教，然而這些爭取民心的舉措仍以失敗告終。總的來說，金字塔戰役並未真正意義結束整場埃及遠征，法軍甚至擴大戰線至敘利亞省，更苦於各地蜂起的埃及百姓起義。

## 脚注
1. ↑  Smith The Greenhill Napoleonic Wars Data Book. Greenhill Books, 1998. p. 140
2. ↑  Connelly. Blundering to Glory: Napoleon’s Military Campaigns. Rowman & Littlefield Pub., 2006. 3rd ed. p.50.
3. 1 2  NAKOULA EL-TURK. Histoire de l'expédition des français en Égypte par Nakoula El-Turk. Publiée et traduite par M. Desgrandes Aîné.